# Szabady Veronika
Szabady Veronika (Budapest, 1933. január 25. – Budapest, 2000. március 25.) keramikus, szobrász.

## Életrajza
1953 és 1958 között a Magyar Iparművészeti Főiskola díszítőszobrász-kerámia szakán tanult, mesterei: Borsos Miklós és Illés Gyula voltak. Legjellegzetesebb munkái általában nagyméretű, az ősi rakott technikát alkalmazó, illetve mintázott, égetett samott szobrok, térplasztikák, parkdíszek, szökőkutak és csobogók. 1969 és 1996 között több magyarországi településen is elhelyezték műveit (Városliget, Leányfalu, Visegrád, Esztergom, Vác, Oroszlány, Tata, Szentendre, Szekszárd, Siófok stb.). Sírja a Farkasréti temetőben található (1/9-1-158).

## Egyéni kiállítások
- 1972 • Mátyás király Múzeum parkja, Visegrád
- 1973 • Tanítóképző Főiskola Parkja, Esztergom
- 1974 • Fő tér, Balassagyarmat • Néppark, Tata
- 1975 • Duna-part, Vác
- 1976 • Haraszthegy, Oroszlány
- 1978 • Rózsaliget, Székesfehérvár
- 1980 • Művelődési Ház, Paks
- 1981 • Augusz-ház előtti tér, Szekszárd
- 1982 • Mechwart-liget, Budapest (kat.)
- 1985 • Kiállítóház és kertje, Tihany (kat.).

## Válogatott csoportos kiállítások
- 1964 • Épülethez kapcsolódó kerámiák kiállítása, Építőművészek Klubja, Budapest
- 1972 • III. Országos Kerámia Biennálé, Pécs
- 1979 • Jubileumi Képzőművészeti kiállítás, Művelődési Központ, Tata.

## Köztéri művei

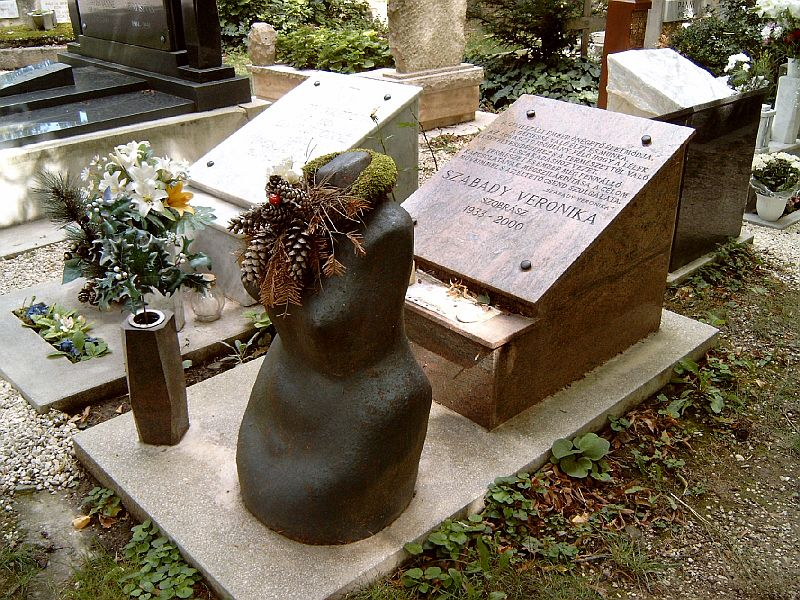
Sírja a Farkasréti temetőben

- térplasztikák (samott, 1969-72, Budapest, Margitsziget)
- szökőkút (samott, 1974, Balassagyarmat, Fő tér)
- díszkút (kerámia, 1976, Vác, FORTE Gyár parkja)
- szökőkút (samott, 1976, Oroszlány, Városi Tanács)
- szökőkút (samott, 1976, Szentendre, Szoborpark)
- Madaras szökőkút (kerámia, 1978, Új-Delhi, Magyar Nagykövetség)
- kútplasztika (samott, 1980, Paks, Atomerőmű parkja)
- korall-díszkút (samott, 1982, Bátaszék, Általános Iskola)
- szökőkút (samott, 1982, Budapest, XII. ker., Diana u. 35-37., Általános Iskola)
- csobogó-díszkút (kerámia, 1983, Visegrád, Mátyás király út)
- kerti plasztikák (kerámia, 1984, Balatonfüred, a Paksi Atomerőmű Vállalat üdülője)
- Asszony-kút (samott, 1985, Gyula, SZOT Gyógyüdülő)
- díszkút (kerámia, 1985, Budapest, XII. ker., Marczibányi tér, Ifjúsági- és Úttörőház)
- Arge-kút (samott, 1986, Székesfehérvár, Marx tér)
- szökőkút (samott, 1986, Budapest, XII. kerületi Tanács melletti tér)
- ivókút (samott, 1987, Budapest, XII. ker., Joliot Curie tér)
- kompozíció (kerámia, 1991, Canberra, Magyar Nagykövetség)
- szökőkút (samott, 1991, Budapest, Elektromos Művek Mátyás király úti vendégháza)
- térplasztika (samott, 1992, Balatonszárszó, Vitorlástelep)
- Bálvány (samott, 1996, Paks, Atomerőmű).

## Művek közgyűjteményekben
- Kuny Domonkos Múzeum, Tata • Magyar Nemzeti Galéria, Budapest • Szőnyi István Emlékmúzeum, Zebegény.